# Осада Делфзейла (1813—1814)
Осада Делфзейла (13 нояюря 1813 - 23 мая 1814)  - сражение, произошедшее после завоевания французами Нидерландов накануне восстановления объединённого королевства Нидерландов. Длилось с 13 ноября 1813 года до освобождения 23 мая 1814 года. В отличие, например, от осады Лейдена (1573—1574), оккупант находился не вокруг, а внутри города, так как Делфзейл при полковнике Пьере Мофруа оказался во власти французов. Войска Национальной гвардии, казаков, пруссаков и кораблей британского флота, которые находились под общим руководством голландского полковника Маркуса Буша, осадили крепость Делфзейл, чтобы вернуть её во владение голландцев. Поскольку полковник Мофруа не хотел верить, что Наполеон был побеждён, он продолжал защищаться, вследствие чего крепость Делфзейл оставалась оккупированной и после того, как французское правление закончилось. Таким образом, Делфзейл оказался последней военной точкой опоры Наполеона, который за шесть недель до освобождения Делфзейла был сослан на Эльбу.

## Делфзейл во время французского периода
Традиционно Делфзейл был важной крепостью с морской гаванью. Во время французского правления город играл стратегическую роль. Первые французские солдаты промаршировали в Делфзейл 19 января 1795 года, в этот же день Вильгельм V Оранский тайно отбыл в Англию. Французы были встречены представителями муниципалитета без сопротивления.
В письме от муниципалитета Первому Национальному Собранию Батавской Республики в 1796 году подчёркивалось значение укреплённого города Делфзейл. Французы признали важность Делфзейла и послали Жана-Франсуа Эме Дежана в Делфзейл подготовить отчёт (позже Дежан стал Генеральным инспектором укреплений). Делфзейл рассматривался в качестве ключевого элемента для защиты Северной Голландии и поэтому был усилен. Французы построили там центральный и испанский бараки. Большая казарма на плацу «de Venne» была завершена в 1799 году. К 1810 году военный флот был расширен до восьми бригов, восьми канонерских лодок и небольшого количества малых судов. В комендантском доме Делфзейла разместились два вице-адмирала. В крепости был размещён большой гарнизон. В 1811 году ещё больше укрепили крепость.

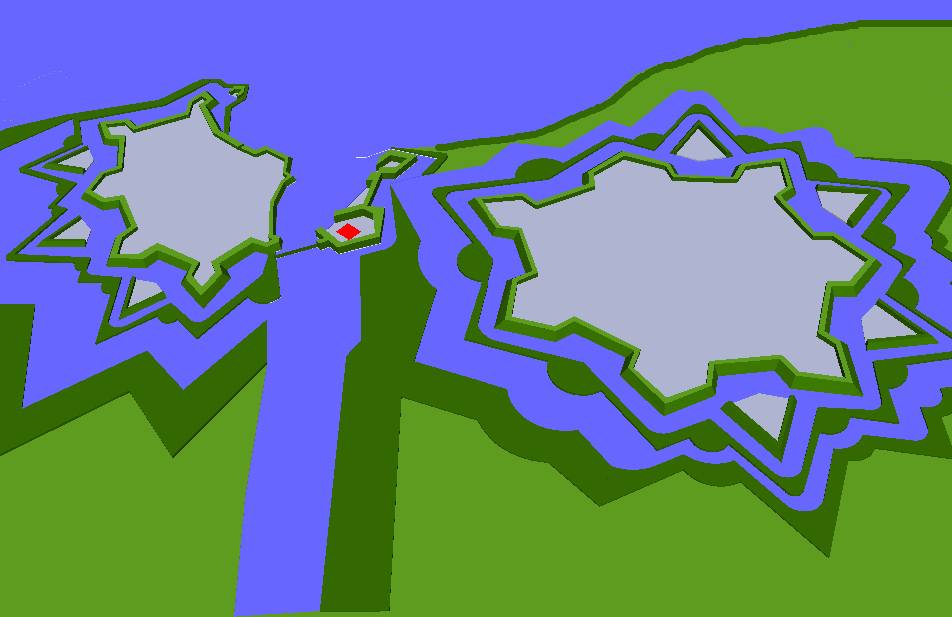
Реконструкция планировавшейся двойной крепости Делфзейл — Фармсум

К концу 1811 года Наполеон сам вмешался в дела Делфзейла. Он хотел сильное укрепление на реке Эмс, чтобы отразить британскую атаку с моря. Наполеон был убежден в большом значении Делфзейла. Он написал:

la place de Delfzijl est de la plus grande importance.

Были разработаны планы по дальнейшему укреплению Делфзейла путём строительства рядом ещё одной крепости (так называемой крепости-близнеца), но она не была построена.
Французские бедствия в других странах Европы, особенно в российской кампании, требовали полного внимания и усилий. Однако оборонительные сооружения Делфзейла насколько возможно были укреплены и расширены. Было также доставлено больше оружия для защиты города.
После великой битвы под Лейпцигом (16—19 октября 1813 года), в которой Наполеон был сокрушительно разгромлен, император отступил за Рейн.
Крепость Делфзейл, использовавшаяся французами для переброски войск морским путём, смогла к ноябрю 1813 приготовиться к осаде. Между Гронингеном и Делфзейлом были замечены казачьи войска. 3 ноября вход в порт был поэтому затруднён закрытием ворот на суше. Остальные три входа в крепость: Большие водные ворота, Малые водные ворота и Фармсумерские ворота стали строже охраняться.
13 ноября 1813 года были насильно захвачены запасы Аппингедама и переданы в Делфзейл, после чего все ворота были закрыты. Осада Делфзейла началась.

## Осада Делфзейла

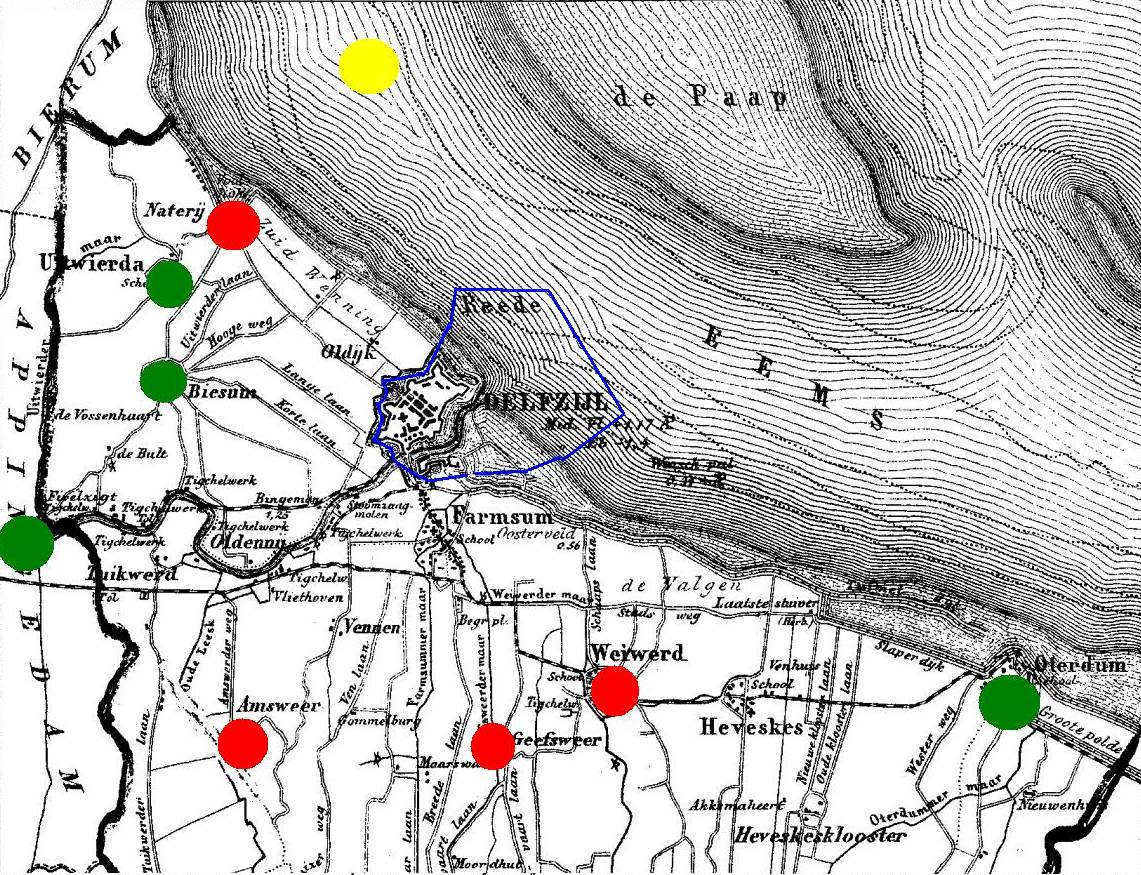
Ситуация в целом во время осады Делфзейла 1813—1814
----
Укрепленный порт Делфзейл с гаванью и рейдом
Батарея
Батарея, разрушенная французами
Британские военные корабли

### Ноябрь 1813
13 ноября 1813 года командир крепости Делфзейл, полковник Мофруа, объявил осадное положение. Внутри крепости наряду с более чем тысячью граждан были размещены 1221 пехотинец, 60 кавалеристов, 80 артиллеристов с 200 пушек на валах, четыре офицера инженерных войск и 209 морских пехотинцев, все разных национальностей. Мофруа отправил приказ передать артиллерию военного форта Зауткамп в Делфзейл. Для этого он послал гонца с письмом, который ехал через город Гронинген.
Маркус Буш, командир Национальной гвардии Франции, смог перехватить это сообщение. Потом он напал на Зауткамп, чтобы с захваченным там оружием и своими людьми совместно с размещёнными вокруг Делфзейла казаками атаковать Мофруа. Одновременно с приказами для Зауткампа Мофруа направил судно для конвоирования пушек. Голландский капитан того корабля воспользовался шансом и перебежал вместе с кораблём на сторону голландцев. Этот корабль был заново снаряжён и отправлен в устье реки Эмс, чтобы там присоединиться к британским военно-морским силам. Французы в конечном счёте оказались полностью заперты коалицией казаков, пруссаков и голландцев, которые были размещены в широком поясе от морской дамбы до мест Аютвирдэ (нидерл. Uitwierde), Бисум, Аппингедам. Хэйфсвир, Вэйвэрд, Отэрдум и Тэрмунтэрзайл. Путь отступления через северную часть устья Эмс был отрезан британскими военно-морскими судами.
Поскольку в запасе оставалось только семь коров, мало соли, а вина не осталось, французы отправились 16 ноября на канонерке в разбойничий поход в направлении Долларта. Они вернулись назад в Делфзейл с 2575 килограммами ячменя, вином и 20 623 килограммами мазута. Одновременно были открыты сухопутные ворота для вылазки 300 человек в направлении Холвирдэ, Бирум, Спайк и Лосдорп. При этом было захвачено 200 голов крупного рогатого скота, 100 овец, материалы для ремонта и лодка, полная вина. Были сожжены несколько крестьянских хозяйств, в которых крестьяне отказывались от сотрудничества, и в Лосдорпе один пьяный француз расстрелял слугу мельника, потому что тот оскорбил французов. В перестрелке с казаками у французской стороны был ранен один человек. У казаков были убиты десять человек и ещё трое были захвачены в плен. После этих двух налётов последовало множество других. Во время рейдов случалось, что солдаты с французской стороны перебегали к своим врагам. Мофруа утверждал, что перебежчики были поляками, пруссами и немцами.

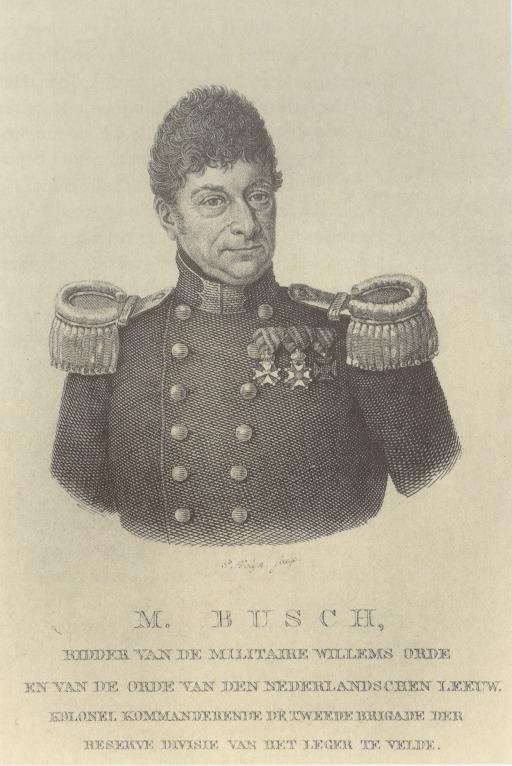
Полковник Маркус Буш, командующий осадными войсками

То, что французы получили возможность раз за разом делать вылазки, было связано с хаосом, царившим вокруг крепости. Батареи вокруг Делфзейла были в основном ещё плохо оборудованы, а осаждающие были плохо обучены и недисциплинированы. Маркус Буш был назначен командующим войсками, осаждавшими Делфзейл, и попытался навести порядок. 29 ноября был выпущен первый «голландский» пушечный выстрел в Делфзейл, на который был дан ответ тяжёлым огнём из многочисленных пушек на валах Делфзейла.
Затем Мофруа дал понять, что батареям не следует подходить ближе, так как в противном случае он откроет шлюзы Делфзейла и морская вода сможет течь в глубь страны.
Время должно было принести решение.
На следующий день Виллем I, сын штатгальтера Вильгельма V и Вильгельмины Прусской в Схевенингене спустя восемнадцать лет вновь ступил на голландскую землю.

### Декабрь 1813
2 декабря Вильгельм I стал суверенным князем Нидерландов.
По течению рек только сильные крепости Девентер, Куворден, Ден-Хелдер, Нарден и Делфзейл продолжали оставаться под властью французов.
В Делфзейле в это время ударил сильный мороз.
1 декабря уже пешком можно было ходить по водяному рву; что у осаждённых французов вызвало большое беспокойство.
Гражданские лица и военные пять раз в день волокли катера сквозь траншею во льду, пятиметровой ширины, чтобы предотвратить замерзание рва.
Хотя осаждающие получали всё больше подкреплений (Буш уже имел армию около 4000 человек), набеги французов продолжались.
Без достаточного снабжения Делфзейла Мофруа и его войска не смогли бы продолжать оказывать сопротивление.
Многие дезертировали, как только они получали шанс.
Так 14 декабря три морских офицера с 18 человек экипажа со своими кораблями сдались в руки британского флота.
Полковник Буш во время осады Делфзейл частично на собственные деньги содержал и тренировал своих подчинённых.
Тем не менее, он сталкивался с проблемой, что его войска были плохо одеты и вооружены.
Многие жаловались на плохое обеспечение.
Буш заказал поэтому, без формального разрешения от своего начальства, шинели для своих подчинённых.
Его репутация среди служащих в результате этого увеличилась, но он получил выговор от начальства за эти самоуправные действия.
Также не складывались отношения между Бушом и прусским офицером Фрициусом, у которого под командой было 700 человек из Эмдена с пиками и копьями.
Фрициус не соглашался считать Буша выше себя.
Мофруа использовал эти разногласия, чтобы успешно продолжать делать вылазки для пополнения запасов. Он также бросал вызов передовым отрядам осаждающих с целью измотать их.
После того, как Фрициус и английский командующий Давон дважды призвали Мофруа сдаться, тот ответил:
Полковник, атакуйте Делфзейл, я буду его защищать.Оригинальный текст (фр.)Colonel, attaquez Delfzijl, je le defendrai.
Это приблизило битву.
Огневые позиции вокруг Делфзейла были освобождены путём сожжения десятков крестьянских хозяйств и одной верфи. Среди них находились останки Бугенума и Бетингехейма.
Также корабли в гавани опустили или сократили мачты.
Около правого крыла крепости, осаждающие начали строить батареи, где ежедневно было занято более 500 человек.
Батареи были оснащены тяжёлой артиллерией, так что со временем можно было провести бомбардировку.
Маркус Буш надавил на горожан Делфзейла, передав контрабандой через форпосты крепости воззвание на французском и голландском языке, где говорилось, что наследный принц Оранский провозглашён суверенным князем, и было рекомендовано французское управление более не признавать.
Мофруа отмахнулся от этого как от «нонсенса».
Воззвание Буша однако имело сильный эффект: в последующие дни по крайней мере 40 человек перешли на его сторону.

### Январь 1814
В январе напряжённость внутри крепости нарастала.
В середине месяца несколько швейцарцев попытались бежать из крепости по льду.
Четверым это удалось, а пятый был взят в плен.
Он был выдан собственной Швейцарской Нижней- и Верхней палате и согласно собственной правовой системе швейцарцев (которая была строже французского законодательства), приговорён к смерти как дезертир.
Мофруа просил суд о помиловании, но эта просьба была швейцарцами отклонена.
Помимо потерь личного состава из-за дезертирства (до февраля сбежало более 400 человек), Мофруа терял все больше людей, гибнувших в ходе рейдов.
Ситуация становилась всё более острой.
Он проводил ещё атаку по правому флангу, но 14 января в Вагэнборгэн пришли 400 человек ополченцев из района Винсхотен под командованием Яна Рэймэйс Модэрмана, так что правое крыло осаждающих вновь было усилено.
Теперь была предпринята попытка уменьшить правый фланг французских войск, что и удалось после упорного боя.

### Февраль 1814
В начале февраля французами была начата контратака на левом фланге.
В ночь на 5 февраля батарея около Натэрай подверглась нападению и была полностью разрушена.
Затем во второй половине дня была предпринята вторая атака, на этот раз на Холвирдэ и Аппингедам, которую осаждающие отбили.
Вечером в Остэрхуке последовала атака на батареи Вэйвэрда и Гэйфсвира, которые также были уничтожены.
Деревни были подожжены, и налётчики с большой добычей вернулись обратно в Делфзейл.
В ответ Буш и Фрициус составили план штурма крепости с бомбардировкой.
Провинциальный военачальник, генерал-лейтенант Отто ван Лимбург-Штирум, узнал об этом и сообщил Бушу, что голландские войска не могли быть допущены к участию в штурме Делфзейла.
Вместо этого Бушу было поручено доставить дружественное письмо, где полковника Мофруа просили проявить благоразумие и сдать крепость.
Буш, Фрициус, так и английский флотоводец Давон были не согласны с содержанием письма.
Они договорились о том, что Буш не будет передавать это письмо.
Кроме того, не будет никакого штурма, пока голландцы не желают в нём участвовать.
Буш был арестован за уклонение от военной службы, и командиром стал полковник Кунрад Валькенбург.
Хаос и недовольство среди осаждавших из-за этого росло с каждым днём; неподчинение и дезертирство не были теперь исключением.
На самом деле, осада стихла, и Мофруа заметил, что английские войска, высадившиеся для штурма, удалились назад и уже несколько дней было тихо.
Французы воспользовались предоставленной возможностью и уничтожили батарею около Тринат, чтобы затем двинуться на Бисум и Аютвирдэ.
Они сожгли там 24 фермы и убили крестьянина и квартировавшего у него мужчину из ополчения, который оставался в постели из-за болезни.
Затем Валькенбург напал на французов и завязался ожесточённый бой.

### Март 1814

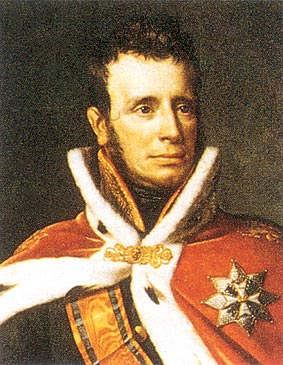
Вильгельм I, на портрете 1819 года

3 марта 1814 года французы сделали ещё одну успешную вылазку, в которой участвовали 600 человек с лошадьми, повозками и пушками. Они напали на Гэйфсвир и Амсвир.
Батареи были захвачены и уничтожены, а осаждавшие были подвергнуты обстрелу из своих же пушек.
После посылки подкрепления и под прикрытием огня с крепостных валов Делфзейла французы с громким пением вернулись обратно в крепость.
Через день король Вильгельм I посетил Аппингедам для осмотра позиций и сил, осаждавших Делфзейл.
Он слышал о хаосе и недовольстве среди войск и получил совет восстановить полковника Буша, сильно уважаемого войсками, в качестве командира осадных войск Делфзейла.
Король последовал этому совету.
Когда 31 марта 1814 года Париж был завоёван, Мофруа всё ещё не хотел ничего знать о капитуляции.
Он ождал приказов со стороны начальства — но те не приходили.

### Апрель 1814

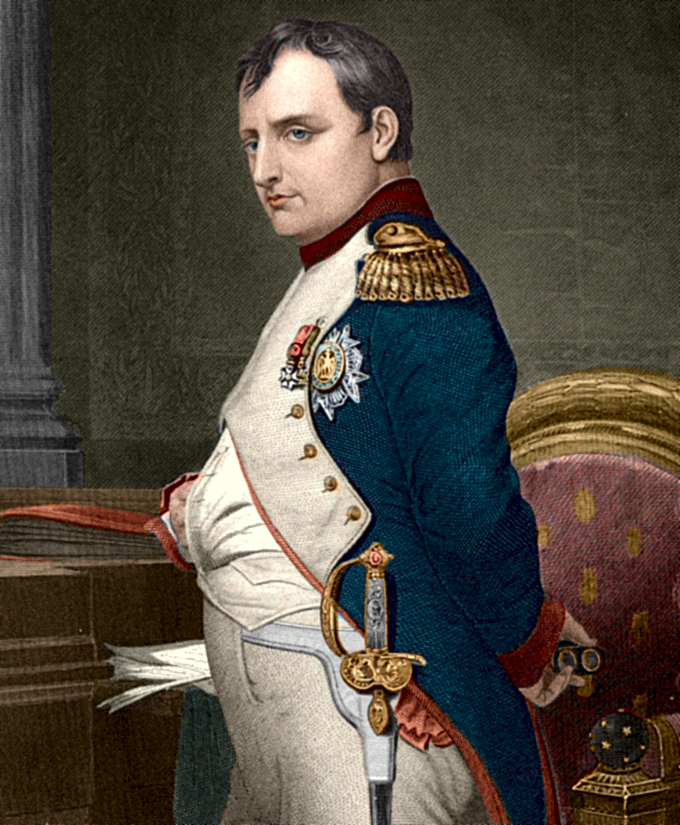
Наполеон Бонапарт

Несмотря на отречение Наполеона Бонапарта 6 апреля 1814 года и его ссылку на Эльбу, оставался его союзник в Делфзейле верен ему.
В конце марта прошли дискуссии на нейтральной территории, но они ни к чему не привели.
В начале апреля в Делфзейл пришёл французский экс-командир из Эмдена, Гомбод, чтобы убедить Мофруа уйти.
Мофруа отказался; он был только готов вести переговоры.
Когда он 7 апреля увидел в бинокль, что английские военные корабли спустили с носа французский флаг в воду и корабли дали салют в честь победы союзников, Мофруа выстрелил из своих пушек по кораблям.
Безрезультатно, потому что расстояние было слишком велико, но Мофруа оставался непреклонен.
Восстановленному в чести, Маркусу Бушу удалось всё лучше укреплять свою власть вокруг Делфзейла так, что набеги французов имели всё меньший успех.
Граждане Делфзейла серьёзно страдали, не столько от военного насилия, сколько от голода.
Все продукты предназначались для солдат.
Несмотря на обилие выстрелов, было мало повреждений внутри Делфзейла.
С противоположной стороны ущерб был больше; пушки с валов Делфзейла принесли много разрушений в окрестности.
Поскольку французы держали шлюзы закрытыми, весь Фифэлинго оказался под водой, что также нанесло большой ущерб в округе.
В середине апреля Мофруа было предложено, чтобы один из его офицеров сам убедился в Париже о состоянии дел в отношении отречения Наполеона.
Мофруа, который не хотел верить сообщениям газет, устным рассказам или прокламациям своих противников, предложение принял.
Поскольку посланный офицер проехал не дальше Гааги (проезд в Париж был ему запрещён), он вернулся в Делфзейл 26 апреля.
Недоверие Мофруа в результате только увеличилось.
В одном из своих ежедневных приказов он объявил, что отказ пропустить офицера в Париж было доказательством того, что известия о поражении Наполеона были ложными.
Распространение сообщений о падении Наполеона было, по словам Мофруа, тактической уловкой, чтобы побудить французов капитулировать.

### Май 1814
5 мая, после нескольких переговоров, было заключено перемирие.
При этом французы получили еду, лекарства, вино и табак в обмен на открытие шлюзов во время отлива, с тем чтобы вода могла стечь из Фифэлинго.
Мофруа было обещано, что в своё время ему с военными почестями, с оружием и багажом, позволят уехать во Францию.
К обсуждениям позже присоединился французский подполковник Морлет, чья задача состояла в том, чтобы информировать крепость и побуждать сдаться.
Мофруа обнаружил в документах, которые Морлет имел при себе, что он имел звание «Шеф батальона».
Это означало, что он был понижен в должности.
Мофруа подверг сомнению подлинность документов и заново попросил Морлета пропустить офицера в Париж, с тем чтобы получить подлинные доказательства.
Морлет согласился.
После того, как этот офицер с требуемыми документами вернулся в Делфзейл, Мофруа известил своих осаждавших, что он готов на своих собственных условиях к договору о сдаче Делфзейла.
Главным условием было то, что он с полными воинскими почестями, с четырьмя артиллерийскими орудиями и всем своим багажом мог уехать.
Затем был поднят белый флаг на Больших водных воротах и прогремели 101 пушечный залп в качестве доказательства решения Мофруа.

## Освобождение Делфзейла

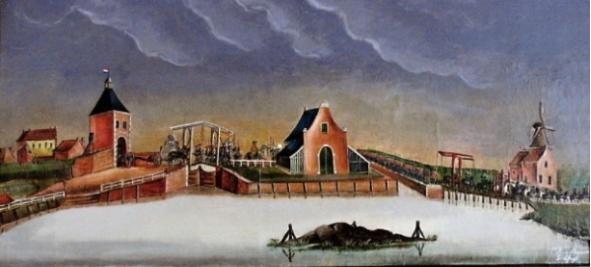
Освобождение Делфзейла 23 мая 1814. Французы покидают форт через Фармсумерские ворота. Художник Тобиас Рулфс ван Стрён. (На картине изображён снег … в конце мая … в Голландии.)

После того как осаждавшие согласились с условиями Мофруа, утром 23 мая 1814 года пять кораблей с французскими женщинами, детьми, больными и ранеными отправились из Делфзейла в Антверпен.
Затем около 7 часов утра приблизительно 1100 оставшихся французов промаршировали из Делфзейла, чтобы через Хертогенбос, далее через Бельгию прибыть в пункт назначения Лилль.
Мофруа и его люди покинули крепость «с развевающимся знаменем и барабанным боем», прихватив с собой две полевые пушки и две гаубицы.
С уходом Мофруа из Делфзейла пала последняя французская цитадель.
В 10 часов утра осадные войска вошли в Делфзейл.
Опять прозвучал пушечный салют в Делфзейле.
Во второй половине дня прибыл губернатор Гронингена, барон Густав Виллем ван Имхофф, чтобы вступить во владение крепостью от имени правительства Нидерландов.
Он заменил французского мэра голландским бургомистром.
Пятнадцать отрядов ополчения поблагодарили за их вклад и отправили по домам.
Оставшиеся войска промаршировали под командованием Буша в город Гронинген.
Там они были встречены музыкой, а затем чествованы на Большом рынке.
Затем в Делфзейле и окрестностях приступили к ремонту повреждений, нанесённых во время осады.
Из окрестных деревень больше всех разрушены были Бисум и Аютвирдэ, большинство домов были сожжены французами.
В обширной области были проведены сборы пожертвований для жителей Делфзейла и окрестности в целях смягчения нанесённого ущерба.
Так во фризских муниципалитетах была собрана тысяча гульденов.
Последовало долгосрочное восстановление крепости Делфзейл и окрестности.

## Осада Делфзейла в искусстве
Осада Делфзейла была отражена в искусстве неоднократно.
Известна картина Тобиаса Рулфс ван Стрён, купленная муниципалитетом Делфзейла за 30 гульденов в 1907 году, теперь висящая в зале заседаний ратуши Делфзейла.
Менее известно, что французский композитор Наполеон Кост ещё ребёнком был во время осады в Делфзейле; его отец служил капитаном под командованием полковника Мофруа.
Свои впечатления от города (а не от осады) он выразил в 1852 году в композиции для гитары.
В 2014 году, через 200 лет после осады, была поставлена пьеса Роба Грааф «Последний друг Наполеона» с Арьяном Эдерфэйн и Эллен тен Дамм в главных ролях.
Всего было дано семь представлений в Делфзейле.